# 아산 세심사 소조여래좌상
아산 세심사 소조여래좌상(牙山 洗心寺 塑造如來坐像)은 대한민국 충청남도 아산시 염치읍, 세심사에 있는 조선시대 소조불이다. 2016년 12월 30일 예고를 거쳐, 2017년 9월 11일 충청남도의 유형문화재 제240호로 지정되었다.

## 개요
아산 세심사 소조여래좌상의 제작 기법은 신체와 머리 등을 나무로 골조를 만들어 기본 형태를 잡은 후 흙을 붙여 이목구비와 신체의 표면, 그리고 옷주름 등 세부를 표현하는 목심형 소조 기법으로 제조하였다. 감마레이 촬영 사진상 불상 표면에는 많은 균열이 보이는데 이는 나무에 덧붙인 흙이 갈라지면서 생기는 현상으로 조선후기 소조불에서 관찰되는 현상이며 이 밖에 제작 당시 나무와 나무를 연결하고 흙을 나무에 고정하기 위한 조선시대 꺽쇠못이 확인되었다. 불상 바닥면에서는 꺽쇠못 외에도 현대 못이 박혀 있는 것이 확인되는데 근래 불상 개금을 하면서 밑면을 보강 혹은 수리한 것으로 추정된다.
아산 세심사 소조여래좌상은 제작연대가 알려지지 않았으나 나발 및 얼굴 표현, 대의의 옷주름 표현에서 17세기 불상의 양식적 특징이 보여주고 있다. 또한 나무에 흙을 붙이는 조선후기 특유의 목심소조기법으로 불상을 제작하였으며, 내부구조를 결구하기 위한 전통식 꺽쇠못이 관찰되고 있다.
아산 세심사 소조여래좌상은 조선 후기에 조성된 소조불상으로 자료적 가치가 높다.